# Czotki

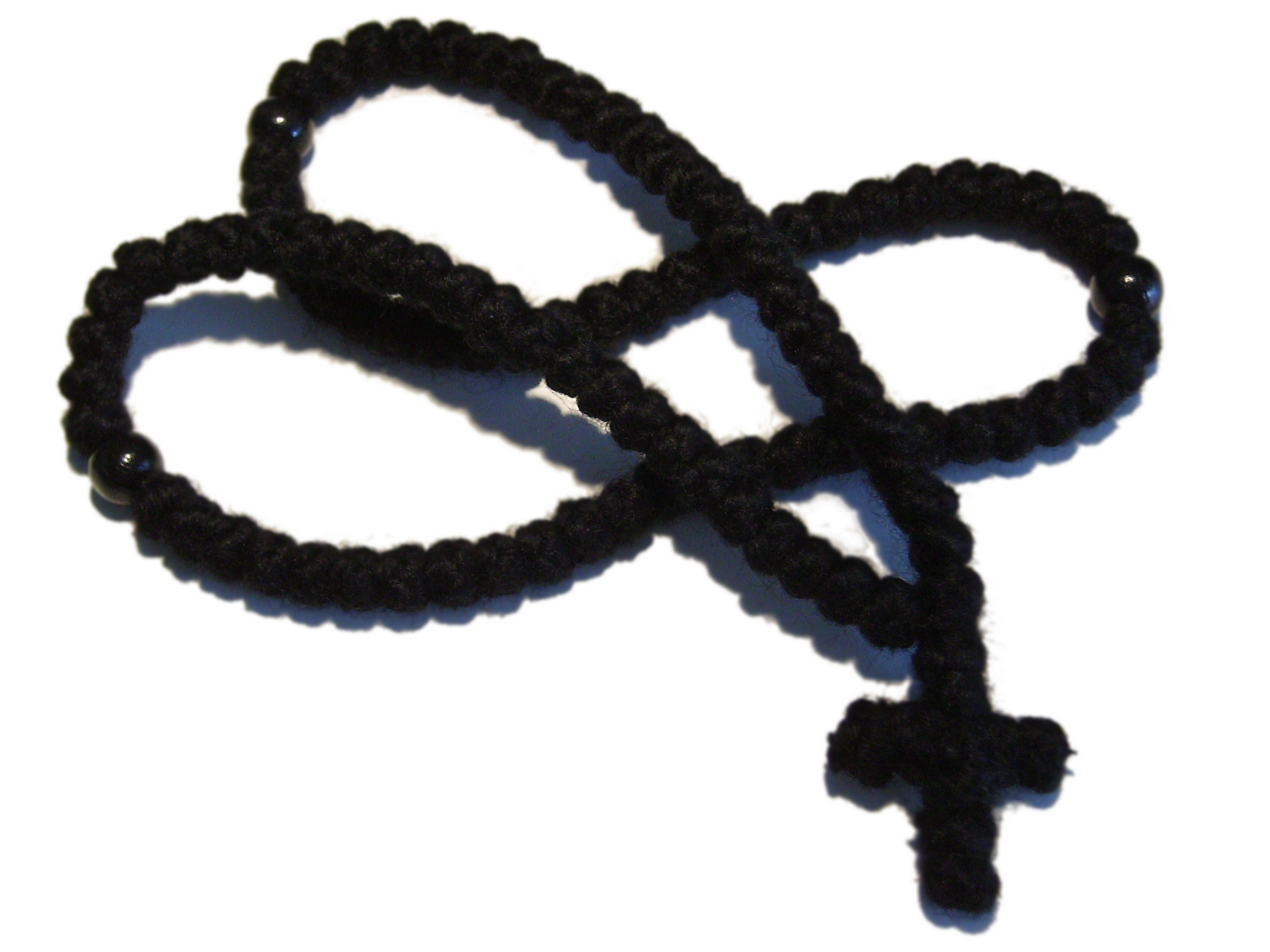
Czotki

Czotki, cziotki (cs, ros), brojanica (sr), komboskion (gr) – sznur modlitewny, zazwyczaj wełniany złożony tradycyjnie ze 100, 30 lub 33 węzełków wykorzystywany w chrześcijaństwie wschodnim do odliczania odmawianych formuł Modlitwy Jezusowej, np.: Panie Jezu Chryste, Synu Boży, zmiłuj się nade mną grzesznikiem.
Czotki (cziotki) zazwyczaj złożone są ze 100 węzełków niepodzielonych lub podzielonych na 4 części po 25 węzełków; mające po 30 lub 33 węzełki podzielone są na 3 części odpowiednio po 10 lub 11 węzełków w każdej i oddzielone od siebie separatorem pod postacią paciorka (koralika), który nie służy do odmawiania modlitw, a spełnia jedynie rolę estetyczną. Końcówki sznura (koronki) połączone są ze sobą i ozdobione bardzo często małym krzyżykiem greckim lub pomponikiem z frędzelkami, zwanym kitką. 
Liczba węzełków w cziotkach, komboskionie ma znaczenie symboliczne: 100 węzełków nawiązuje do liczby 10 pomnożonej przez 10, pod którą można doszukiwać się odniesienia do 10 Przykazań Bożych. Cziotki złożone ze 100 węzełków ułatwiają jednocześnie odliczanie Modlitwy Jezusowej idącej w setki i tysiące razy. Złożone z 30 węzełków przypominają 30 lat Jezusa Chrystusa, które spędził w ukryciu domu w Nazarecie i wiek w którym przyjął Chrzest Pokuty z rąk św. Jana Chrzciciela, wówczas również 30-letniego oraz rozpoczął działalność publiczną; nawiązują też do 30 duchowych stopni drabiny do nieba opisanej w popularnym dziele mistycznym św. Jana Klimaka, pt. Drabina do Nieba. Złożone z 33 węzełków symbolizują 33 lata, jakie według tradycji chrześcijańskiej przeżył Jezus Chrystus na tym świecie.
Chociaż czotki wykorzystywane są przy odmawianiu Modlitwy Jezusowej, to mogą też służyć do liczenia innych modlitw i formuł chrześcijańskich (np. Boże, wejrzyj ku wspomożeniu memu. Panie, pośpiesz ku ratunkowi memu, Ps 70,2), jeśli są one odmawiane wielokrotnie, jak również do liczenia wykonywanych pokłonów. Obowiązkowo z czotków korzystają mniszki i mnisi obrządku wschodniego, zobowiązujący się do codziennego odmawiania określonej liczby Modlitwy Jezusowej. Ta modlitewna praktyka obecna jest również wśród wiernych świeckich obrządków wschodnich, a pod wpływem bestsellerowej książki, pt. Opowieści pielgrzyma, Modlitwa Jezusowa zdobywa coraz większą popularność w Zachodnim Chrześcijaństwie:  wśród katolików i protestantów.
Z reguły czotki wykonuje się z cienkiego sznurka lub wełny, by przesuwanie koralików nie wywoływało żadnego odgłosu. 
Staroobrzędowcy posługują się innym rodzajem koronki modlitewnej o nazwie lestowka pod postacią paska, albo taśmy ze 111 wałeczkami, spełniającymi rolę analogiczną co węzełki w czotkach, komboskionie.